# Olympische Winterspiele 2002/Shorttrack – 1500 m (Frauen)
Der Wettkampf über 1500 m Shorttrack der Frauen bei den Olympischen Winterspielen 2002 wurde am 13. Februar im Salt Lake Ice Center ausgetragen. Olympiasiegerin wurde die Südkoreanerin Ko Gi-hyun vor ihrer Teamkollegin Choi Eun-kyung und Ewgenija Radanowa aus Bulgarien. Die Distanz gehörte erstmals zum olympischen Programm.

## Hintergrund

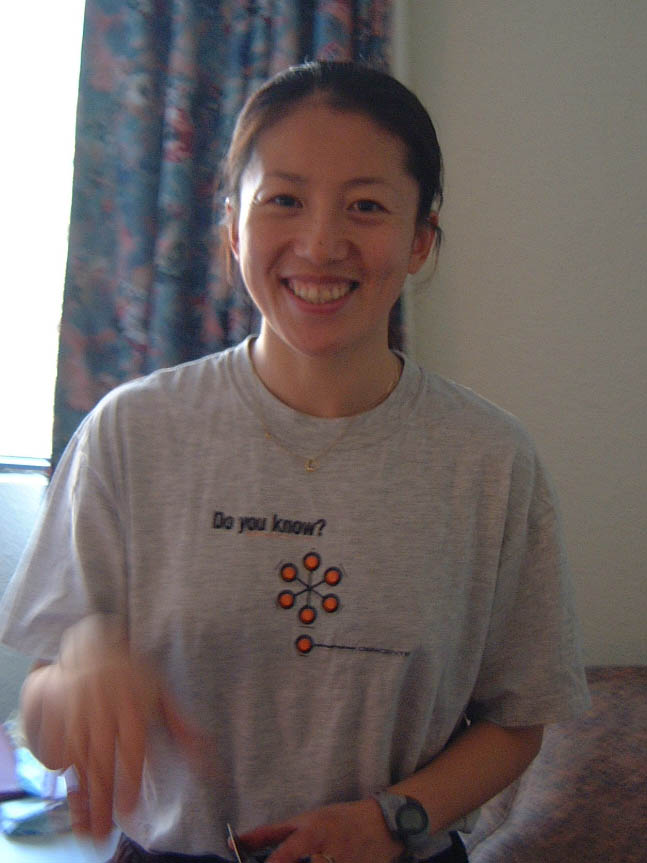
Favoritin Yang Yang (A) (Bild etwa 2000 entstanden)

Das 1500-Meter-Rennen der Frauen war die erste Medaillenentscheidung der olympischen Shorttrack-Wettbewerbe von Salt Lake City. Als Favoritin sahen die (amerikanischen) Medien im Vorfeld der Spiele die Chinesin Yang Yang (A), die zuvor drei Wettkämpfe in Folge über diese Distanz im Weltcup gewonnen hatte. Sowohl die Washington Post als auch Sports Illustrated und USA Today tippten auf einen Sieg Yangs. Die Journalisten der Associated Press sahen Ewgenija Radanowa aus Bulgarien vor Yang. Medaillenchancen wurden auch den koreanischen Athletinnen und Yangs gleichnamiger Teamkollegin Yang Yang (S) eingeräumt.

## Wettbewerb
Alle zum 1500-Meter-Wettkampf zählenden Rennen vom Vorlauf bis zum A-Finale wurden am Mittwoch, den 13. Februar 2002, ab 18 Uhr Ortszeit gelaufen. Die 28 Athletinnen verteilten sich zunächst auf fünf Vorläufe mit fünf bis sechs Teilnehmerinnen, von denen sich die drei ersten für die drei Halbfinalläufe qualifizierten. Die beiden Siegerinnen jedes Halbfinals rückten in das A-Finale auf, dessen Ergebnis maßgeblich für die Medaillenvergabe war. Die Dritten und Vierten eines Halbfinallaufs bestritten ein zusätzliches B-Finale um die weiteren Plätze. Das Halbfinale begann um 19:32 Uhr, die Finalläufe um 20:35 Uhr Ortszeit.
Den zu Beginn der Olympischen Winterspiele 2002 gültigen Weltrekord hielt Kim Moon-jung mit einer Zeit von 2:21,844 Minuten (aufgestellt am 17. Januar 1999). Weil die Distanz zum ersten Mal olympisch war, gab es vor dem Wettbewerb keinen olympischen Rekord. Die erste olympische Bestzeit stellte Yang Yang (S) als Vorlaufschnellste in 2:26,943 Minuten auf.

### Verlauf
Sowohl die beiden Chinesinnen Yang Yang (A) und Yang Yang (S) als auch die beiden koreanischen Starterinnen Choi Eun-kyung und Ko Gi-hyun erreichten das Finalrennen. Choi verbesserte im Halbfinale den Weltrekord um knapp eine Sekunde auf 2:21,069 Minuten, wobei auch die hinter ihr ins Ziel kommende Yang Yang (A) schneller als die bis dahin gültige Weltbestzeit lief. Die beste deutsche Athletin Christin Priebst schied im Halbfinale aus und wurde als Dritte des B-Finals insgesamt Achte des Gesamtklassements.
Die Südkoreanerinnen feierten im Finale einen Doppelsieg: Die 15-jährige Ko setzte sich vor Choi durch und wurde die jüngste Olympiasiegerin und zugleich die jüngste Medaillengewinnerin der Spiele von Salt Lake City. Dahinter gewann Ewgenija Radanowa vor Yang Yang (A) die Bronzemedaille und damit die erste Shorttrack-Medaille überhaupt für Bulgarien. Die anderen beiden Athletinnen stürzten, Yang Yang (S) wurde nach dem Rennen wegen der Behinderung von Alanna Kraus disqualifiziert.

### Ergebnisse
Q – Qualifikation für die nächste Runde
ADV – Advanced
DSQ – Disqualifikation

#### Vorläufe
| Lauf | Rang | Athletin           | NOK                | Zeit (min) | Anmerkungen |
| ---- | ---- | ------------------ | ------------------ | ---------- | ----------- |
| 1    | 1    | Yang Yang (S)      | China              | 2:26,943   | Q, OR       |
| 1    | 2    | Alanna Kraus       | Kanada             | 2:26,968   | Q           |
| 1    | 3    | Amy Peterson       | Vereinigte Staaten | 2:27,062   | Q           |
| 1    | 4    | Joanna Williams    | Großbritannien     | 2:27,845   |             |
| 1    | 5    | Yvonne Kunze       | Deutschland        | 2:29,779   |             |
| 1    | 6    | Christy Ren        | Hongkong           | 2:49,666   |             |
| 2    | 1    | Ko Gi-hyun         | Südkorea           | 2:26,980   | Q           |
| 2    | 2    | Mara Zini          | Italien            | 2:27,553   | Q           |
| 2    | 3    | Christin Priebst   | Deutschland        | 2:27,649   | Q           |
| 2    | 4    | Katalin Kristo     | Rumänien           | 2:28,709   |             |
| 2    | 5    | Natalja Dmitrijewa | Russland           | 2:29,086   |             |
| 2    | 6    | Eva Farkas         | Ungarn             | 2:42,172   |             |
| 3    | 1    | Ewgenija Radanowa  | Bulgarien          | 2:32,821   | Q           |
| 3    | 2    | Nina Jewtejewa     | Russland           | 2:32,970   | Q           |
| 3    | 3    | Kateřina Novotná   | Tschechien         | 2:35,438   | Q           |
| 3    | 4    | Yuka Kamino        | Japan              | 2:52,591   |             |
| 3    | NC   | Erin Porter        | Vereinigte Staaten |            | DSQ         |
| 4    | 1    | Choi Eun-kyung     | Südkorea           | 2:29,460   | Q           |
| 4    | 2    | Yang Yang (A)      | China              | 2:29,578   | Q           |
| 4    | 3    | Marie-Ève Drolet   | Kanada             | 2:29,652   | Q           |
| 4    | 4    | Marina Georgiewa   | Bulgarien          | 2:33,362   |             |
| 4    | 5    | Marianna Nagy      | Ungarn             | 2:39,615   |             |
| 5    | 1    | Chikage Tanaka     | Japan              | 2:29,202   | Q           |
| 5    | 2    | Stéphanie Bouvier  | Frankreich         | 2:30,075   | Q           |
| 5    | 3    | Olga Danilov       | Israel             | 2:32,458   | Q           |
| 5    | 4    | Julija Paulowitsch | Belarus            | 2:36,058   |             |
| 5    | 5    | Sarah Lindsay      | Großbritannien     | 3:01,223   |             |
| 5    | 6    | Katia Zini         | Italien            | 3:19,248   |             |

#### Halbfinale
| Lauf | Rang | Athletin          | NOK                | Zeit (min) | Anmerkungen |
| ---- | ---- | ----------------- | ------------------ | ---------- | ----------- |
| 1    | 1    | Ko Gi-hyun        | Südkorea           | 2:31,120   | QA          |
| 1    | 2    | Ewgenija Radanowa | Bulgarien          | 2:31,194   | QA          |
| 1    | 3    | Stéphanie Bouvier | Frankreich         | 2:31,570   | QB          |
| 1    | 4    | Christin Priebst  | Deutschland        | 2:32,884   | QB          |
| 1    | 5    | Kateřina Novotná  | Tschechien         | 2:35,085   |             |
| 2    | 1    | Choi Eun-kyung    | Südkorea           | 2:21,069   | QA, WR      |
| 2    | 2    | Yang Yang (A)     | China              | 2:21,690   | QA          |
| 2    | 3    | Marie-Ève Drolet  | Kanada             | 2:21,758   | QB          |
| 2    | 4    | Chikage Tanaka    | Japan              | 2:21,924   | QB          |
| 2    | 5    | Amy Peterson      | Vereinigte Staaten | 2:26,118   |             |
| 3    | 1    | Yang Yang (S)     | China              | 2:32,315   | QA          |
| 3    | 2    | Alanna Kraus      | Kanada             | 2:32,411   | QA          |
| 3    | 3    | Nina Jewtejewa    | Russland           | 2:32,759   | QB          |
| 3    | 4    | Mara Zini         | Italien            | 2:32,899   | QB          |
| 3    | 5    | Olga Danilov      | Israel             | 2:36,114   |             |

#### B-Finale
| Rang | Athletin          | NOK         | Zeit (min) | Anmerkungen |
| ---- | ----------------- | ----------- | ---------- | ----------- |
| 1    | Marie-Ève Drolet  | Kanada      | 2:31,203   |             |
| 2    | Chikage Tanaka    | Japan       | 2:31,479   |             |
| 3    | Christin Priebst  | Deutschland | 2:32,442   |             |
| 4    | Mara Zini         | Italien     | 2:32,513   |             |
| 5    | Nina Jewtejewa    | Russland    | 2:32,666   |             |
| 6    | Stéphanie Bouvier | Frankreich  | 2:32,673   |             |

#### A-Finale
| Rang | Athletin          | NOK       | Zeit (min) | Anmerkungen |
| ---- | ----------------- | --------- | ---------- | ----------- |
| 1    | Ko Gi-hyun        | Südkorea  | 2:31,581   |             |
| 2    | Choi Eun-kyung    | Südkorea  | 2:31,610   |             |
| 3    | Ewgenija Radanowa | Bulgarien | 2:31,723   |             |
| 4    | Yang Yang (A)     | China     | 2:31,791   |             |
| 5    | Alanna Kraus      | Kanada    | 3:05,002   |             |
| NC   | Yang Yang (S)     | China     |            | DSQ         |

#### Endklassement
Die ersten Ränge im Endklassement wurden von den A- und B-Finalistinnen belegt, in der Reihenfolge, in der sie das Ziel ihres jeweiligen Finallaufs erreicht hatten. Die im A-Finale disqualifizierte Yang Yang (S) wurde an die zwölfte und letzte Stelle unter allen Finalistinnen gesetzt. Dahinter platzierten sich die weiteren Athletinnen gemäß der Platzpunkte (Seeding Points), die sie im Halbfinale und in den Vorläufen erreicht hatten: Ein erster Platz war dabei 34 Punkte wert, ein zweiter 21 Punkte, ein dritter 13 Punkte, ein vierter 8 Punkte, ein fünfter 5 Punkte und ein sechster 3 Punkte. Zwischen punktgleichen Sportlerinnen entschied die schnellere im gesamten Wettkampf gelaufene Zeit.
| Rang | Athletin           | NOK                | Pkt.       | Beste Zeit (min) |
| ---- | ------------------ | ------------------ | ---------- | ---------------- |
| 1    | Ko Gi-hyun         | Südkorea           | A(1)       | 2:26,980         |
| 2    | Choi Eun-kyung     | Südkorea           | A(2)       | 2:21,069         |
| 3    | Ewgenija Radanowa  | Bulgarien          | A(3)       | 2:31,194         |
| 4    | Yang Yang (A)      | China              | A(4)       | 2:21,690         |
| 5    | Alanna Kraus       | Kanada             | A(5)       | 2:26,968         |
| 6    | Marie-Ève Drolet   | Kanada             | B(1)       | 2:21,758         |
| 7    | Chikage Tanaka     | Japan              | B(2)       | 2:21,924         |
| 8    | Christin Priebst   | Deutschland        | B(3)       | 2:27,649         |
| 9    | Mara Zini          | Italien            | B(4)       | 2:27,553         |
| 10   | Nina Jewtejewa     | Russland           | B(5)       | 2:32,666         |
| 11   | Stéphanie Bouvier  | Frankreich         | B(6)       | 2:30,075         |
| 12   | Yang Yang (S)      | China              | 68, A(DSQ) | 2:26,943         |
| 13   | Amy Peterson       | Vereinigte Staaten | 18         | 2:26,118         |
| 14   | Olga Danilov       | Israel             | 18         | 2:32,458         |
| 15   | Kateřina Novotná   | Tschechien         | 18         | 2:35,085         |
| 16   | Joanna Williams    | Großbritannien     | 8          | 2:27,845         |
| 17   | Katalin Kristo     | Rumänien           | 8          | 2:28,709         |
| 18   | Marina Georgiewa   | Bulgarien          | 8          | 2:33,362         |
| 19   | Julija Paulowitsch | Belarus            | 8          | 2:36,058         |
| 20   | Yuka Kamino        | Japan              | 8          | 2:52,591         |
| 21   | Natalja Dmitrijewa | Russland           | 5          | 2:29,086         |
| 22   | Yvonne Kunze       | Deutschland        | 5          | 2:29,779         |
| 23   | Marianna Nagy      | Ungarn             | 5          | 2:39,615         |
| 24   | Sarah Lindsay      | Großbritannien     | 5          | 3:01,223         |
| 25   | Eva Farkas         | Ungarn             | 3          | 2:42,172         |
| 26   | Christy Ren        | Hongkong           | 3          | 2:49,666         |
| 27   | Katia Zini         | Italien            | 3          | 3:19,248         |
| NC   | Erin Porter        | Vereinigte Staaten | 0          | DSQ              |